# Juan Ortuoste
Juan Marino Ortuoste Blanco (Bilbao, 1948 -) és un guionista, director y productor de cinema basc.

## Biografia
Després de realitzar diversos curtmetratges als anys setanta, va crear amb Javier Rebollo la productora Lan Zinema, S.L.. El 1981 va estrenar el seu primer llargmetratge. Des de llavors, ha treballat principalment com a productor.
Juntament amb Javier Rebollo, va organitzar el Cine Club Universitari (1969). Ha publicat diversos curtmetratges, la majoria codirigits per J. Rebollo, entre ells: Necrosis (1970), Andrés Nagel (1974), Gure etxea (1976), Salitre (1978), Topaketak (1980), El ojo de la tormenta (1983), Camino de hierro y agua (1984). Ha comissariat diversos documentals sobre Bilbao. Fins i tot en els darrers anys, com a productor, director i membre de diversos comitès i associacions, sempre s'ha relacionat amb el cinema. Ha estat responsable de tres llargmetratges: Golfo de Vizcaya de Javier Rebollo (1985), No me compliques la vida (1990) d'Ernesto del Río i Hotel y domicilio (1995). Com a director, la seva filmografia està formada per tres llargmetratges: Siete calles, codirigit amb Javier Rebollo el 1981, El mar es azul el 1989 i Entre todas las mujeres el 1997.

## Filmografia

### Productor
- Sex Crazy (2006)
- Marujas asesinas (2001)
- Calor... y celos (1996)
- Hotel y domicilio (1995)
- No me compliques la vida (1991)
- Golfo de Vizcaya (1985)

### Director
- Entre todas las mujeres (1998)
- El mar es azul (1989)
- Siete calles (1981)
- Carmen 3.G. (curtmetratge, 1979)
- Brindis en la huerta (curtmetratge, 1979)